# Primetime (émission de télévision)
Primetime est un magazine d'actualités américain animé par Sam Donaldson et Diane Sawyer. Il s'appelait à l'origine Primetime Live et a été diffusé du 3 août 1989 au 18 mai 2012 sur le réseau ABC.

## Histoire
À l'origine, le programme a été diffusé en direct sur le réseau ABC avec un public en studio. Les premiers entretiens incluent Roseanne Barr et un reportage sur une prise d'otages au Moyen-Orient rapporté par Chris Wallace. Donaldson et Sawyer permettent aux membres de l'auditoire à commenter le programme et de poser des questions aux invités, qui ont généralement été interviewés en direct par satellite ou en studio, une pratique qui a entraîné de nombreuses difficultés techniques et une satire sur Saturday Night Live. Les conflits internes entre Sawyer et Donaldson les ont amenés à être séparés, et le public éliminé.